# Горяїнове
Горя́їнове — вантажна залізнична станція 1-го класу Дніпровської дирекції Придніпровської залізниці на електрифікованій лінії Запоріжжя-Кам'янське — Нижньодніпровськ-Вузол між зупинним пунктом Платформа 184 км (1 км) та станцією Дніпро-Головний (4 км). Розташована у Новокодацькому районі міста Дніпра. Поруч зі станцією пролягає автошлях міжнародного значення М30E50.

## Історія
Станція відкрита у 1900 році переважно для вантажного обслуговування Олександрівського Південноросійського залізоробного і залізопрокатного заводу Брянського акціонерного товариства (нині — Дніпровський металургійний завод ЄВРАЗ (ДМЗ)), а також низки інших промислових підприємств. У 1887 році на заводі введена в експлуатацію перша доменна піч продуктивністю 100 тонн металу на добу. 
Станція отримала назву на честь першого директора ДМЗ та керівника його будівництва, інженера-металурга Олексія Горяїнова. В історії української металургії Олексій Горяїнов відомий, як винахідник нового мартенівського процесу, на який отримав патент. ДМЗ — одне з найбільших промислових підприємств Дніпра і України.

## Пасажирське сполучення
На станції Горяїнове зупиняються приміські електропоїзди західного напрямку станції Дніпро-Головний, у напрямку станції Кам'янське-Пасажирське.